# Krasnosel'kup
Krasnosel'kup (in russo Красноселькуп?) è un villaggio della Russia nel Circondario autonomo Jamalo-Nenec; è il centro amministrativo del distretto Krasnosel'kupskij.
Si trova sul fiume Taz, 900 km a est di Salechard.